# Joey Giardello
Joey Giardello est un boxeur américain né le 16 juillet 1930 à New York et mort le 4 septembre 2008 à Cherry Hill, New Jersey.

## Carrière
Il devient champion du monde des poids moyens WBA & WBC le 7 décembre 1963 en battant aux points Dick Tiger puis conserve ses ceintures face à Rubin Carter avant de s'incliner face à Tiger lors de leur 4e combat organisé le 21 octobre 1965.

## Distinctions
- Giardello - Hank est élu combat de l'année en 1962 par Ring Magazine[4].
- Il est membre de l'International Boxing Hall of Fame depuis 1993.

## Cinéma
Il apparaît dans le film Moonrunners de Gy Waldron, en 1975, dans le rôle d'homme du syndicat.